# Victoria Bergsman
Victoria Bergsman (*4. května 1977) je švédská písničkářka a zpěvačka, jedna ze zakládajících členek původně dívčí indie popové formace The Concretes. Dne 24. července 2006 byl oznámen její odchod z kapely. Ihned poté, co vystoupila z The Concretes, ohlásila vlastní projekt s názvem Taken By Trees.
Bergsman taky nazpívala skladbu Young Folks z poslední, třetí desky Writers Block tria Peter Bjorn and John